# Harcourt Johnstone

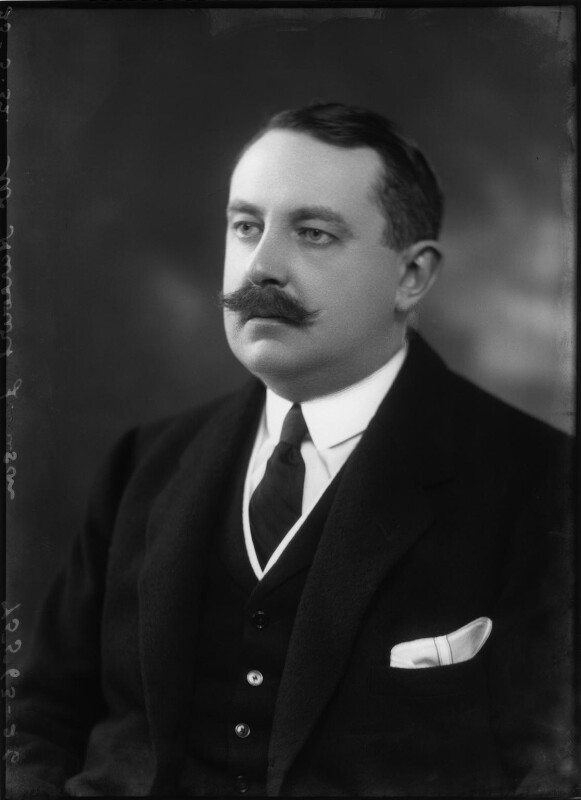
Harcourt Johnstone (1932)

Harcourt „Crinks“ Johnstone, PC (Geburtsname: Vanden-Bempde-Johnstone; * 19. Mai 1895 in Kensington; † 1. März 1945 in Westminster) war ein britischer Politiker der Liberal Party, der unter anderem zwischen 1923 und 1924, von 1931 bis 1935 sowie erneut von 1940 bis 1945 Mitglied des Unterhauses (House of Commons) war.

## Leben
Johnstone war das einzige Kind des Diplomaten Alan Vanden-Bempde-Johnstone, der zwischen 1905 und 1910 Gesandter in Dänemark sowie im Anschluss von 1910 bis 1917 in Personalunion Gesandter in den Niederlanden und in Luxemburg war, sowie der US-Amerikanerin Antoinette Pinchot. Sein Großvater väterlicherseits war der liberale Unterhausabgeordnete Harcourt Vanden-Bempde-Johnstone, der nach seinem Ausscheiden aus dem Unterhaus 1881 als 1. Baron Derwent in den erblichen Adelsstand erhoben und dadurch Mitglied des Oberhauses (House of Lords) wurde. Nach dem Besuch des renommierten Eton College absolvierte er ein Studium am Balliol College der University of Oxford, das er mit einem Master of Arts (M.A.) abschloss. Während des Ersten Weltkrieges diente er als Angehöriger der Rifle Brigade sowie zeitweise im Generalstab der British Army.
Am 3. März 1923 wurde Johnstone bei einer Nachwahl im Wahlkreis Willesden East erstmals zum Mitglied des Unterhauses (House of Commons) gewählt und gehörte diesem bis zu seiner Niederlage bei der Unterhauswahl am 29. Oktober 1924 an. Bei der Unterhauswahl am 27. Oktober 1931 wurde er abermals zum Mitglied des House of Commons gewählt, in dem er nunmehr bis zu seiner erneuten Niederlage bei der Unterhauswahl am 14. November 1935 den Wahlkreis South Shields vertrat. Während dieser Zeit fungierte er zwischen 1931 und 1932 auch als stellvertretender Parlamentarischer Geschäftsführer (Assistant Whip) der Fraktion der Liberal Party.
Am 10. Mai 1940 wurde Johnstone als Parlamentarischer Staatssekretär für Außenhandel (Parliamentary Secretary for Overseas Trade) in die Kriegsregierung von Premierminister Winston Churchill berufen und bekleidete dieses Amt bis zu seinem Tode am 1. März 1945. Am 7. August 1940 wurde er zudem bei einer Nachwahl im Wahlkreis Middlesbrough West wieder zum Abgeordneten des Unterhauses gewählt, dem er nunmehr ebenfalls bis zu seinem Tode angehörte. Am 22. Juli 1943 wurde er des Weiteren wurde er zum Mitglied des Geheimen Kronrates (Privy Council) berufen.